# William O'Leary
William O'Leary (Chicago, 19 oktober 1957) is een Amerikaans acteur.

## Biografie
O'Leary doorliep de high school aan de Highland Park High School in Highland Park (Illinois) waar hij in 1976 zijn diploma haalde. Hierna studeerde hij in 1982 met een master of fine arts af aan de Universiteit van Washington in Seattle.

## Filmografie

### Films
Uitgezonderd korte films.
- 2019 The Legend of Joan of Arc - als Cauchon (stem)
- 2016 Is That a Gun in Your Pocket? - als Sam Graves
- 2011 In My Pocket – als mr. Jameson
- 2008 Soccer Mom – als Harley
- 2007 Moola – als Mickey Fish
- 2005 Miss Congeniality 2: Armed & Fabulous – als agent Jenkins
- 2003 Terminator 3: Rise of the Machines – als mr. Smith
- 2000 Daybreak – als hoofd veiligheid
- 1997 A Time to Revenge – als Lyle Whittmar
- 1997 Mad City – als CTN adjunct-directeur
- 1996 Project ALF – als kapitein Rick Mullican
- 1995 Candyman: Farewell to the Flesh – als Ethan Tarrant
- 1994 The Enemy Within – als William Dorsett
- 1993 Ambush in Waco: In the Line of Duty – als Adrian
- 1991 Hot Shots! – als Pete Thompson
- 1991 Miss Jones – als Doggie Dolan
- 1991 Flight of Black Angel – als kapitein Eddie Gordon
- 1989 Lost Angels – als Link
- 1988 Bull Durham – als Jimmy
- 1987 Walker – als James Walker
- 1987 Nice Girls Don't Explode – als Andy

### Televisieseries
Uitgezonderd eenmalige gastrollen.
- 2020 Shameless - als sergeant Rucker - 3 afl.
- 2009-2010 Kamen Rider Dragon Knight – als Xaviax – 34 afl.
- 2009 24 – als Sid Paulson – 2 afl.
- 2003-2004 Karen Sisco – als Phil Kavanaugh – 5 afl.
- 2002-2003 CSI: Miami – als Stewart Otis – 2 afl.
- 1994-1999 Home Improvement – als Marty Taylor – 30 afl.
- 1991-1992 Dear John – als Ben – 2 afl.

- Gemeinsame Normdatei: 1061911357
- International Standard Name Identifier: 0000 0004 3482 2379
- Library of Congress Control Number: no2014070719
- Virtual International Authority File: 309564021
- WorldCat: E39PBJwhvBWPFPk8CkwcpfRtKd